# 2020년 하계 올림픽 유도
2020년 하계 올림픽 유도(일본어: 2020年夏季オリンピックの柔道競技)는 2020년 하계 올림픽의 정식 종목으로 진행된 유도 경기로 2021년 7월 24일부터 31일까지 일본 도쿄 일본무도관에서 열렸다. 남녀 7종목에 신설 혼성 1종목까지 합해 총 15개 세부종목으로 나뉘어 치러진다.
7월 23일 토너먼트 대진표가 발표되었다. 각 체급당 8명 선수가 출전하게 된다.

## 예선
| 남녀 | 일자   | 1  | 2  | 3  | 4  | 5  | 6   | 7    |
| ---- | ------ | -- | -- | -- | -- | -- | --- | ---- |
| 남자 | 체급   | 60 | 66 | 73 | 81 | 90 | 100 | +100 |
| 남자 | 참가자 | 23 | 27 | 36 | 35 | 33 | 25  | 22   |
| 여자 | 체급   | 48 | 52 | 57 | 63 | 70 | 78  | +78  |
| 여자 | 참가자 | 28 | 29 | 25 | 31 | 28 | 24  | 27   |

## 대회 일정
모든 시간은 일본 표준시 (UTC+9, 한국 시각과 동일) 기준이다.
| 예 | 예선, 8강전 | 결 | 패자부활전, 4강전, 동메달전, 결승전 |

| 남자        |    |    |    |    |    |    |    |    |    |    |    |    |    |    |    |    |
| 남자 60kg   | 예 | 결 |    |    |    |    |    |    |    |    |    |    |    |    |    |    |
| 남자 66kg   |    |    | 예 | 결 |    |    |    |    |    |    |    |    |    |    |    |    |
| 남자 73kg   |    |    |    |    | 예 | 결 |    |    |    |    |    |    |    |    |    |    |
| 남자 81kg   |    |    |    |    |    |    | 예 | 결 |    |    |    |    |    |    |    |    |
| 남자 90kg   |    |    |    |    |    |    |    |    | 예 | 결 |    |    |    |    |    |    |
| 남자 100kg  |    |    |    |    |    |    |    |    |    |    | 예 | 결 |    |    |    |    |
| 남자 +100kg |    |    |    |    |    |    |    |    |    |    |    |    | 예 | 결 |    |    |
| 여자        |    |    |    |    |    |    |    |    |    |    |    |    |    |    |    |    |
| 여자 48kg   | 예 | 결 |    |    |    |    |    |    |    |    |    |    |    |    |    |    |
| 여자 52kg   |    |    | 예 | 결 |    |    |    |    |    |    |    |    |    |    |    |    |
| 여자 57kg   |    |    |    |    | 예 | 결 |    |    |    |    |    |    |    |    |    |    |
| 여자 63kg   |    |    |    |    |    |    | 예 | 결 |    |    |    |    |    |    |    |    |
| 여자 70kg   |    |    |    |    |    |    |    |    | 예 | 결 |    |    |    |    |    |    |
| 여자 78kg   |    |    |    |    |    |    |    |    |    |    | 예 | 결 |    |    |    |    |
| 여자 +78kg  |    |    |    |    |    |    |    |    |    |    |    |    | 예 | 결 |    |    |
| 혼성 단체   |    |    |    |    |    |    |    |    |    |    |    |    |    |    |    |    |
| 혼성 단체   |    |    |    |    |    |    |    |    |    |    |    |    |    |    | 예 | 결 |

## 참가

### 참가국
- 알바니아 (1)
- 알제리 (2)
- 앙골라 (1)
- 아르헨티나 (2)
- 아르메니아 (1)
- 오스트레일리아 (2)
- 오스트리아 (6)
- 아제르바이잔 (9)
- 벨라루스 (3)
- 벨기에 (4)
- 베냉 (1)
- 부탄 (1)
- 보스니아 헤르체고비나 (1)
- 브라질 (13)
- 불가리아 (3)
- 부르키나파소 (1)
- 카메룬 (2)
- 캐나다 (6)
- 카보베르데 (1)
- 차드 (1)
- 칠레 (1)
- 중화 타이베이 (3)
- 콜롬비아 (1)
- 코모로 (1)
- 코스타리카 (1)
- 크로아티아 (3)
- 쿠바 (6)
- 체코 (2)
- 코트디부아르 (1)
- 콩고 민주 공화국 (1)
- 덴마크 (1)
- 지부티 (1)
- 도미니카 공화국 (1)
- 에콰도르 (3)
- 이집트 (3)
- 에스토니아 (1)
- 피지 (1)
- 프랑스 (13)
- 가봉 (1)
- 감비아 (1)
- 조지아 (9)
- 독일 (13)
- 가나 (1)
- 영국 (6)
- 그리스 (2)
- 괌 (1)
- 과테말라 (1)
- 기니 (1)
- 기니비사우 (1)
- 아이티 (1)
- 온두라스 (1)
- 헝가리 (7)
- 난민 (6)
- 인도 (1)
- 아일랜드 (2)
- 이스라엘 (12)
- 이탈리아 (8)
- 자메이카 (1)
- 일본 (14)
- 요르단 (1)
- 카자흐스탄 (6)
- 키리바시 (1)
- 코소보 (5)
- 키르기스스탄 (1)
- 라오스 (1)
- 라트비아 (1)
- 레바논 (1)
- 리비아 (1)
- 리히텐슈타인 (1)
- 리투아니아 (1)
- 마다가스카르 (1)
- 말라위 (1)
- 모리셔스 (1)
- 멕시코 (1)
- 모나코 (1)
- 몽골 (12)
- 몬테네그로 (1)
- 모로코 (2)
- 모잠비크 (1)
- 네팔 (1)
- 네덜란드 (10)
- 니카라과 (1)
- 니제르 (1)
- 북마케도니아 (1)
- 파키스탄 (1)
- 팔레스타인 (1)
- 파나마 (2)
- 중화인민공화국 (6)
- 페루 (1)
- 필리핀 (1)
- 폴란드 (6)
- 포르투갈 (8)
- 푸에르토리코 (3)
- 카타르 (1)
- 대한민국 (13)
- 몰도바 (2)
- 루마니아 (3)
- 러시아 올림픽 위원회 (13)
- 사모아 (1)
- 산마리노 (1)
- 사우디아라비아 (1)
- 세네갈 (1)
- 세르비아 (5)
- 세이셸 (1)
- 시에라리온 (1)
- 슬로베니아 (5)
- 남아프리카 공화국 (1)
- 스페인 (7)
- 스리랑카 (1)
- 수단 (1)
- 스웨덴 (4)
- 스위스 (2)
- 타지키스탄 (4)
- 태국 (1)
- 트리니다드 토바고 (1)
- 튀니지 (3)
- 튀르키예 (6)
- 투르크메니스탄 (1)
- 우크라이나 (7)
- 아랍에미리트 (2)
- 미국 (4)
- 우루과이 (1)
- 우즈베키스탄 (10)
- 바누아투 (1)
- 베네수엘라 (3)
- 베트남 (1)
- 예멘 (1)
- 잠비아 (1)

출처:

## 메달리스트

### 남자
| 종목   | 금                       | 은                             | 동                                       |
| ------ | ------------------------ | ------------------------------ | ---------------------------------------- |
| 60kg   | 다카토 나오히사 · 일본   | 양융웨이 · 중화 타이베이       | 옐도스 스메토프 · 카자흐스탄             |
| 60kg   | 다카토 나오히사 · 일본   | 양융웨이 · 중화 타이베이       | 뤼카 므케이제 · 프랑스                   |
| {66kg  | 아베 히후미 · 일본       | 바자 마르그벨라슈빌리 · 조지아 | 안바울 · 대한민국                        |
| {66kg  | 아베 히후미 · 일본       | 바자 마르그벨라슈빌리 · 조지아 | 다니에우 카르그닝 · 브라질               |
| 73kg   | 오노 쇼헤이 · 일본       | 라샤 샤브다투아슈빌리 · 조지아 | 안창림 · 대한민국                        |
| 73kg   | 오노 쇼헤이 · 일본       | 라샤 샤브다투아슈빌리 · 조지아 | 쳉드오치링 척트바타르 · 몽골             |
| 81kg   | 나가세 다카노리 · 일본   | 사에이드 몰라에이 · 몽골       | 샤밀 보르차슈빌리 · 오스트리아           |
| 81kg   | 나가세 다카노리 · 일본   | 사에이드 몰라에이 · 몽골       | 마티아스 카스 · 벨기에                   |
| 90kg   | 라샤 베카우리 · 조지아   | 에두아르트 트리펠 · 독일       | 다블라트 보보노프 · 우즈베키스탄         |
| 90kg   | 라샤 베카우리 · 조지아   | 에두아르트 트리펠 · 독일       | 토트 크리스티안 · 헝가리                 |
| 100kg  | 에런 울프 · 일본         | 조구함 · 대한민국              | 조르즈 폰세카 · 포르투갈                 |
| 100kg  | 에런 울프 · 일본         | 조구함 · 대한민국              | 니야스 일리야소프 · 러시아 올림픽 위원회 |
| +100kg | 루카시 크르팔레크 · 체코 | 구람 투시슈빌리 · 조지아       | 테디 리네르 · 프랑스                     |
| +100kg | 루카시 크르팔레크 · 체코 | 구람 투시슈빌리 · 조지아       | 타메를란 바샤예프 · 러시아 올림픽 위원회 |

### 여자
| 종목  | 금                             | 은                             | 동                                       |
| ----- | ------------------------------ | ------------------------------ | ---------------------------------------- |
| 48kg  | 디스트리아 크라스니치 · 코소보 | 도나키 후나 · 일본             | 다리야 빌로디드 · 우크라이나             |
| 48kg  | 디스트리아 크라스니치 · 코소보 | 도나키 후나 · 일본             | 뭉흐바팅 오랑체첵 · 몽골                 |
| 52kg  | 아베 우타 · 일본               | 아망딘 뷔샤르 · 프랑스         | 오데테 주프리다 · 이탈리아               |
| 52kg  | 아베 우타 · 일본               | 아망딘 뷔샤르 · 프랑스         | 첼시 자일스 · 영국                       |
| 57kg  | 노라 자코바 · 코소보           | 사라레오니 시지크 · 프랑스     | 제시카 클림케이트 · 캐나다               |
| 57kg  | 노라 자코바 · 코소보           | 사라레오니 시지크 · 프랑스     | 요시다 쓰카사 · 일본                     |
| 63kg  | 클라리스 아그베녜누 · 프랑스   | 티나 트르스테냐크 · 슬로베니아 | 마리아 첸트라키오 · 이탈리아             |
| 63kg  | 클라리스 아그베녜누 · 프랑스   | 티나 트르스테냐크 · 슬로베니아 | 카트린 보슈맹피나르 · 캐나다             |
| 70kg  | 아라이 지즈루 · 일본           | 미하엘라 폴레레스 · 오스트리아 | 마디나 타이마조바 · 러시아 올림픽 위원회 |
| 70kg  | 아라이 지즈루 · 일본           | 미하엘라 폴레레스 · 오스트리아 | 사너 판 데이커 · 네덜란드                |
| 78kg  | 하마다 쇼리 · 일본             | 마들렌 말롱가 · 프랑스         | 아나마리아 바그너 · 독일                 |
| 78kg  | 하마다 쇼리 · 일본             | 마들렌 말롱가 · 프랑스         | 마이라 아기아르 · 브라질                 |
| +78kg | 소네 아키라 · 일본             | 이달리스 오르티스 · 쿠바       | 이리나 킨제르스카 · 아제르바이잔         |
| +78kg | 소네 아키라 · 일본             | 이달리스 오르티스 · 쿠바       | 로만 디코 · 프랑스                       |

### 혼성
| 종목 | 금 | 은 | 동 |
| ---- | --- | --- | --- |
| 단체 | 프랑스 (FRA) · 클라리스 아그베녜누 · 아망딘 뷔샤르 · 기욤 셴 · 악셀 클레르제 · 사라레오니 시지크 · 로만 디코 · 알렉상드르 이디르 · 킬리안 르 블루슈 · 마들렌 말롱가 · 마르고 피노 · 테디 리네르 | 일본 (JPN) · 아베 히후미 · 아베 우타 · 아라이 지즈루 · 하마다 쇼리 · 하라사와 히사요시 · 무카이 쇼이치로 · 나가세 다카노리 · 오노 쇼헤이 · 소네 아키라 · 다시로 미쿠 · 에런 울프 · 요시다 쓰카사 | 독일 (GER) · 요하네스 프라이 · 카를리하르트 프라이 · 야스민 그라보프스키 · 카타리나 멘츠 · 도미니크 레셀 · 조바나 스코치마로 · 제바스티안 자이들 · 테레자 슈톨 · 마르티나 트라이도스 · 에두아르트 트리펠 · 아나마리아 바그너 · 이고어 반트케 |
| 단체 | 프랑스 (FRA) · 클라리스 아그베녜누 · 아망딘 뷔샤르 · 기욤 셴 · 악셀 클레르제 · 사라레오니 시지크 · 로만 디코 · 알렉상드르 이디르 · 킬리안 르 블루슈 · 마들렌 말롱가 · 마르고 피노 · 테디 리네르 | 일본 (JPN) · 아베 히후미 · 아베 우타 · 아라이 지즈루 · 하마다 쇼리 · 하라사와 히사요시 · 무카이 쇼이치로 · 나가세 다카노리 · 오노 쇼헤이 · 소네 아키라 · 다시로 미쿠 · 에런 울프 · 요시다 쓰카사 | 이스라엘 (ISR) · 토하르 부트불 · 라즈 헤르슈코 · 리 코흐만 · 인바르 라니르 · 사기 무키 · 팀나 넬손레비 · 페테르 팔치크 · 시라 리쇼니 · 오르 사손 · 길리 샤리르 · 바루흐 슈마일로프                                                           |

## 같이 보기
- 2018년 아시안 게임 유도
- 2020년 하계 패럴림픽 유도
- 올림픽 유도